# Жан де Лабрюєр
Жан де Лабрює́р, Жан де Лабрюйєр (фр. Jean de La Bruyère; 16 серпня 1645, Париж, Франція — 10 травня 1696, Версаль, Франція) — французький письменник-мораліст.

## Біографія
Народився Лабрюєр 1645 року поблизу Парижа в родині генерального контролера рент Паризького муніципалітету Жана де Лабрюєра. Завдяки матеріальній підтримці свого дядька здобув дуже добру як на той час освіту. З 1665 року навчався в Орлеанському університеті. Успадкувавши чималі гроші, Лабрюєр зміг, за звичаєм того часу, купити собі посаду генерального скарбничого в місті Кан. Посада була своєрідною синекурою, тож Лабрюєр, за власним висловом, зміг присвятити себе «безділлю мудреця».
1684 року, за рекомендацією Боссюе, був прийнятий на посаду вихователя герцога Бурбонського, онука Великого Конде, при дворі якого залишився й після одруження свого учня, виконуючи роботу бібліотекаря. Життя серед придворного блиску давало Лабрюєрові можливість спостерігати розвиток людських пристрастей, породжених гонитвою за земними благами, честолюбством, інтригами, близькістю до «великих світу цього». Цими спостереженнями Лабрюєр скористався для літературних цілей, але в житті він тримався далеко від людей, серед яких змушений був обертатися, і сильно страждав від свого залежного становища в домі Конде. Навчившись відмовлятися від усього та стримувати свої почуття та пориви, він знаходив задоволення лише в читанні та роботі.
Свій життєвий досвід він виклав у формі роздумів, епіграм, коротких портретів. Так поступово виросла доволі велика книга, видати яку він напівжартома запропонував своєму приятелеві, книгареві Мішалле. Останній ризикнув на видання та заробив на ньому близько 300 000 франків. Перше видання книги Лабрюєра з'явилося 1688 року під скромною назвою: «Les Caractères de Théophraste, traduits du grec, avec les Caractères ou les Moeurs de ce siècle». Успіх книги був величезний, і підбадьорений цим автор додавав до кожного нового видання нові роздуми й нові портрети. 1694 року вийшло 8-е, остаточне видання, до якого увійшла промова Лабрюєра, виголошена при вступі до Французької академії, членом якої його обрали 1693 року за підтримки Нікола Буало. Щоправда, це була вже четверта спроба Лабрюєра посісти одне з крісел Академії. Так 1691 року він був змушений поступитися Фонтенелеві, небожу видатного П'єра Корнеля.

## «Характери»
«Характери» Лабрюєра — це єдиний твір усього його життя, що складається з 16 розділів. Цілісного світогляду, філософської системи в його книзі немає. Він показує лише смішну сторону будь-якої моди, мерзенність тої чи тої вади, несправедливість певної думки, суєтність людських почуттів. Проте ці порізнені думки не зводяться до однієї основної ідеї.
У царині життєвих спостережень Лабрюєр виявляє витонченість розуміння, відзначає відтінки почуттів та відносин. Багато з його характеристик написані в різкому, саркастичному тоні. Автор, очевидно, багато страждав від суспільних забобон. Тож небезпідставно французький філософ Іпполіт Тен порівнює його з Жаном-Жаком Руссо.
Особливість книги Лабрюєра — портрети: це — цілісні типи та епізоди, сповнені драматизму. Особливо знамениті типи, як Еміра — зарозуміла кокетка, Гнатон — неприємний егоїст, Менальк — роззява, Федон — упосліджений злидар. Усі ці портрети демонструють багату фантазію автора, вміння посилювати характеристики великою кількістю життєвих подробиць, неабияку майстерність та колоритність мови. Сучасники впізнавали в більшості портретів різних видатних людей того часу, і досі історичний інтерес до книги Лабрюєра залишається доволі значним, завдяки точності зображення людей та звичаїв епохи; але ще вище поціновуються її психологічні, загальнолюдські та суто літературні якості.
Лабрюєр вважається першим автором книги, що складається з фрагментів. «Характери» — це, за висловом Ролана Барта, «оригінальне розрізування реального».

## Вибрані видання

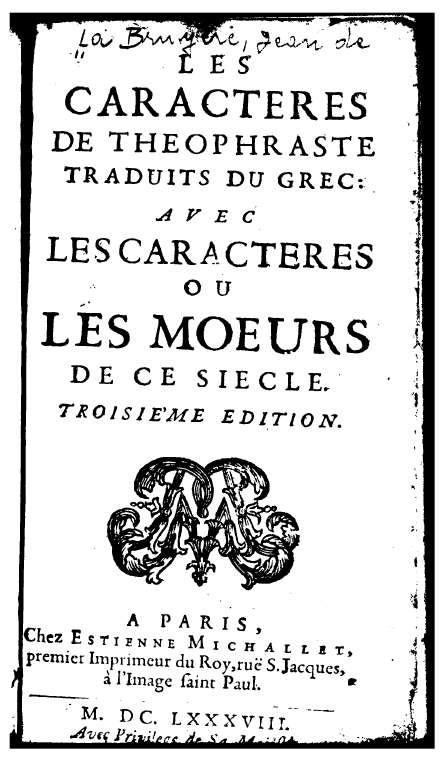
Титульна сторінка третього видання 1688.
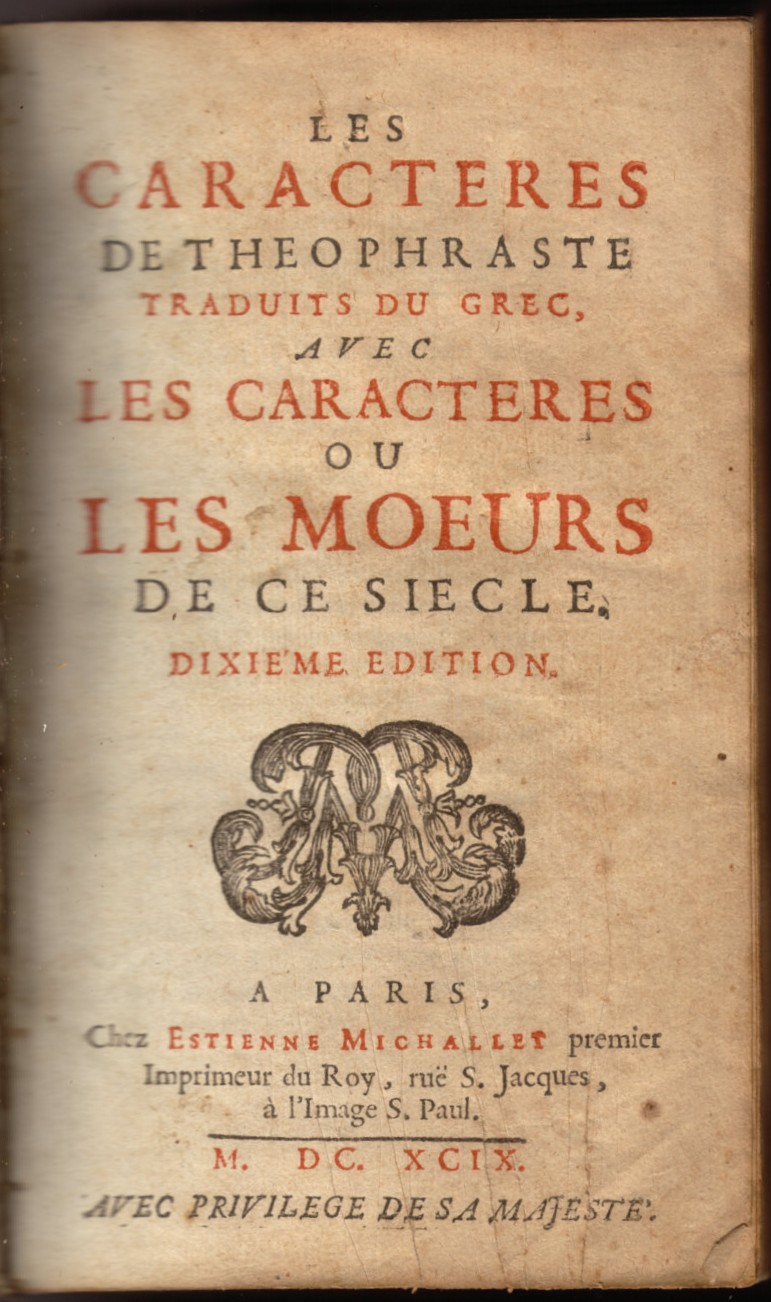
Титульна сторінка десятого видання 1699.

- La Bruyère, Œuvres complètes, Gustave Servois, Les Grands écrivains de la France, 1865—1882
- La Bruyère, Les Caractères, par Robert Garapon, Classiques Garnier, 1962
- La Bruyère, Les Caractères, par Louis Van Delft, Imprimerie Nationale, 1998
- La Bruyère (préf. Emmanuel Bury), Les Caractères, Le Livre de Poche, 2004, 644 p. (ISBN 2-253-015059)

## Українські переклади
- Жан де Лабрюєр. Характери, або звичаї нинішнього віку / Пер. із фр. Ганни Малець.— К.: Пульсари, 2009 Анотація на сайті ЛітАкцент [Архівовано 13 травня 2014 у Wayback Machine.]